# United States Secret Service

Logo US Secret Service

De United States Secret Service is een veiligheidsdienst van de Amerikaanse federale regering, die deel uitmaakt van het United States Department of Homeland Security. De leden van deze dienst bestaan uit Special Agents (federale detectives) en een geüniformeerde dienst. Tot 1 maart 2003 was deze dienst ingedeeld bij het United States Department of the Treasury.
De U.S. Secret Service is verantwoordelijk voor twee specifieke functies:
- Het voorkomen en onderzoeken van vervalsing van Amerikaanse bankbiljetten en andere waardepapieren, en het onderzoeken van financiële fraude op grote schaal.
- Het beschermen van belangrijke regeringspersonen, zoals de Amerikaanse president, voormalige presidenten, vicepresidenten, presidentskandidaten en buitenlandse ambassades.

De Secret Service begon als een organisatie belast met het onderzoek naar misdaden die verband hielden met het Departement of the Treasury, en werd daarna de eerste binnenlandse inlichtingendienst van de Verenigde Staten. Veel taken van de Secret Service zijn inmiddels overgenomen door gespecialiseerde diensten zoals de FBI, de ATF, en de Amerikaanse belastingdienst, de IRS.

## Directeuren
- 1. William P. Wood (1865 – 1869)
- 2. Herman C. Whitley (1869 – 1874)
- 3. Elmer Washburn (1874 – 1876)
- 4. James Brooks (1876 – 1888)
- 5. John S. Bell (1888 – 1890)
- 6. A.L. Drummond (1891 – 1894)
- 7. William P. Hazen (1894 – 1898)
- 8. John E. Wilkie (1898 – 1911)
- 9. William J. Flynn (1912 – 1917)
- 10. William H. Moran (1917 – 1936)
- 11. Frank J. Wilson (1937 – 1946)
- 12. James J. Maloney (1946 – 1948)
- 13. U.E. Baughman (1948 – 1961)
- 14. James J. Rowley (1961 – 1973)
- 15. H. Stuart Knight (1973 – 1981)
- 16. John R. Simpson (1981 – 1992)
- 17. John Magaw (1992 – 1993)
- 18. Eljay B. Bowron (1993 – 1997)
- 19. Lewis C. Merletti (1997 – 1999)
- 20. Brian L. Stafford (1999 – 2003)
- 21. W. Ralph Basham (2003 – 2006)
- 22. Mark J. Sullivan (2006 – 2013)
- 23. Julia Pierson (2013 – 2014)
- 24. Joseph Clancy (2014 – 2017)
- 25. Randolph Alles (2017 – 2019)
- 26. James M. Murray (2019 – 2022)
- 27. Kimberly Cheatle (2022 – 2024)